# Ranggas
Ranggas is een bestuurslaag in het regentschap Bangka Selatan van de provincie Bangka-Belitung, Indonesië. Ranggas telt 3564 inwoners (volkstelling 2010).